# Jehangira
Jehangira (en ourdou : جہانگیرا) est une ville située dans la province de Khyber Pakhtunkhwa au Pakistan. Troisième plus grande ville du district de Nowshera, la ville se situe sur la rivière Kaboul et à proximité de sa confluence avec le fleuve Indus, en plus d'être proche de la frontière avec le Pendjab.
La population de la ville a été multipliée par près de quinze entre 1972 et 2017 selon les recensements officiels, passant de 3 564 habitants à 52 839. Entre 1998 et 2017, la croissance annuelle moyenne s'affiche à 2,8 %, supérieure à la moyenne nationale de 2,4 %. Selon le recensement de 2023, la population de la ville monte à 57 011 habitants.
|            | 1972 (rec.) | 1981 (rec.) | 1998 (rec.) | 2017 (rec.) | 2023 (rec.) |
| ---------- | ----------- | ----------- | ----------- | ----------- | ----------- |
| Population | 3 564       | 18 076      | 31 115      | 52 839      | 57 011      |